# Varanus rosenbergi
Varanus rosenbergi este o specie de reptile din genul Varanus, familia Varanidae, descrisă de Mertens 1957. A fost clasificată de IUCN ca specie cu risc scăzut. Conform Catalogue of Life specia Varanus rosenbergi nu are subspecii cunoscute.